# Joint Security Area (Film)
Joint Security Area, Originaltitel Gongdong gyeongbi guyeok JSA (공동경비구역 JSA), ist ein in der demilitarisierten Zone (DMZ) zwischen Nord- und Südkorea spielender südkoreanischer Thriller von Park Chan-wook vor dessen internationalem Durchbruch aus dem Jahre 2000. Vor dem Hintergrund der konfliktbeladenen Beziehung der beiden Staaten kommt es zu kriminalistischen Verwicklungen in der Joint Security Area. Bei deren Aufklärung wird eine ungewöhnliche Freundschaft aufgedeckt.

## Aufbau
Der Film gliedert sich in 3 Abschnitte, die mit Joint, Security und Area übertitelt werden. Der erste und der letzte Abschnitt bilden mit den Ermittlungen der Schweizer Soldatin Sophie E. Jean (Lee Yeong-ae) eine Art Rahmenhandlung für die Haupthandlung des mittleren Abschnittes. Die Ereignisse werden nicht chronologisch erzählt (der mittlere Abschnitt ist eine Rückblende) und ihre Zusammenhänge erst nach und nach im Verlauf des Films ersichtlich. Während der erste Teil eine Art Vorgeschichte darstellt, in der Ort, Umstände und beteiligte Personen vorgestellt werden, beinhaltet der dritte und letzte Teil die kriminalistische Auflösung aller Verwicklungen der Geschehnisse. Der Mittelteil weist einige humoristische Elemente auf, während Anfang und Ende des Films eher dem Thriller-Genre zuzurechnen sind. Die Schlüsselszene des Films (Entdeckung und Schusswechsel, welche das Scheitern der Freundschaft bedeuten, siehe unten) kehrt in mehreren Sequenzen wieder.

## Handlung
Die „gemeinsame Sicherheitszone“ Joint Security Area ist ein Teil der demilitarisierten Zone (DMZ), die entlang der Grenze zwischen Nord- und Südkorea verlaufend die koreanische Halbinsel in etwa am 38. Breitengrad durchtrennt. Dieser Teil der DMZ steht unter Aufsicht der Neutralen Überwachungskommission in Korea (NNSC), welche sich nach dem Austritt von Tschechien aus der Schweiz, Schweden und Polen zusammensetzt.
Hier kommt es eines Tages zu einem Zwischenfall. Zwei nordkoreanische Grenzposten werden erschossen aufgefunden, als mutmaßlicher Täter verdächtigt wird ein Soldat der Gegenseite. Um eine diplomatische Krise zu vermeiden, entsendet die Aufsichtsbehörde der neutralen Nationen zur Ermittlung in diesem Fall die Angehörige der Schweizer Armee Sophie E. Jean, Tochter einer Schweizerin und eines Koreaners.
Nach und nach deckt sie die wirklichen Zusammenhänge auf. In der zwischengeschalteten Rückblende wird schließlich die Geschichte einer geheimen, eigentlich unmöglichen und deshalb zum Scheitern verurteilten Freundschaft zwischen den südkoreanischen Soldaten Lee Soo-yeok (Lee Byung-hun) und seinem Kumpan Nam (Kim Tae-woo), sowie den beiden nordkoreanischen Soldaten Oh (Song Kang-ho) und Jeong (Shin Ha-kyun) erzählt. Von dem Moment, an dem Oh und Jeong dem Südkoreaner Lee Soo-yeok das Leben retten, über die heimlichen Treffen der vier Freunde, bis zum tragischen Ausgang ihrer Freundschaft. Als die vier Freunde bei einem nächtlichen Treffen auf nordkoreanischer Seite, welches den Geburtstag von Jeong zum Anlass hat, von einem nordkoreanischen Offizier überrascht werden, kommt es zu einem Schusswechsel. Jeong und der Offizier sterben. Lee und Nam können sich über die nahe Grenze retten, während Oh die Spuren verwischt.
Im letzten Abschnitt des Films kann Sophie E. Jean die Ereignisse zwar aufklären, beschließt aber Stillschweigen darüber zu wahren, da ihr aufgrund der eigenen Familiengeschichte das Mandat entzogen wird. Der Film endet mit dem Selbstmord Lee Soo-yeoks, der sich durch einen Kopfschuss das Leben nimmt.

## Kritik
Das Lexikon des internationalen Films urteilte, der Film sei „eine hervorragend inszenierte, unaufdringlich humanistische Parabel, die die Handlung ebenso konsequent wie beiläufig entwickelt.“
Die Lektoren-Vereinigung Korea e. V. schrieb: „Mit seinem filmischen Werk hat es der Regisseur Park Chan-Wook geschafft, sowohl ein Tabu-Thema, als auch einen Wunschgedanken innerhalb der koreanischen Bevölkerung auszusprechen: die Teilung und die mögliche Wiedervereinigung.“

## Rezeption
Als einer der ersten großen Filme über die Annäherung der beiden koreanischen Staaten verzichtet JSA weitgehend auf politische Polemik. Just zu dem Zeitpunkt in den Kinos angelaufen, in dem es durch die Sonnenscheinpolitik des südkoreanischen Präsidenten Kim Dae-jung und das historische Treffen zwischen den Staatsführern Kim Jong-il und Kim Dae-jung (1999) zu einer deutlichen Entspannung zwischen Nord und Süd kam, traf der Film den Nerv seiner Zeit und sprach emotional der südkoreanischen Bevölkerung aus dem Herzen. Der Regisseur versichert, es sei aufgrund der Zensur und der großen politischen Spannungen zwischen den beiden koreanischen Staaten noch zehn Jahre zuvor unmöglich gewesen, einen derartigen Film zu drehen. Daher war es zu Beginn der Dreharbeiten auch nicht sicher, ob der Film den Weg in die Kinos finden oder an der Auslegung der südkoreanischen Gesetze scheitern würde. Die Schauplätze des Films (Panmunjeom, die „Brücke ohne Wiederkehr“) wurden außerhalb der demilitarisierten Zone nachgebaut. Der Film wurde mit einem der größten Budgets in der Geschichte des südkoreanischen Kinos realisiert.
Er stellte im eigenen Land mit sechs Millionen Kinobesuchern eine neue Bestmarke auf, die jedoch nur ein Jahr lang Bestand hatte. Er lief auf 15 internationalen Festivals. Erfolgreichere südkoreanischen Filme waren Silmido (2003), Brotherhood  (2004) und The King and the Clown (2005).

## Kommentar des Regisseurs
Regisseur Park Chan-wook zu seiner Absicht beim Filmprojekt JSA: 

„Mein Film beginnt mit Verwirrung und endet in Melancholie, und das entspricht in etwa den Gefühlen meiner Generation angesichts der Situation. Ich würde mir wünschen, dass mein Film eine neue Blickweise auf die Zweiteilung anregt, eher aus der Sicht des einzelnen Menschen als aus der von politischen Ideologien. Ich hoffe, dass Joint Security Area zeigt, wie Ideologie Menschen in Katastrophen treiben kann, und das Doppelsystem enthüllt, das versucht, Frieden zu bewahren, indem es die Wahrheit verbirgt.“

## Auszeichnungen
- Preis für den besten Film und den besten Regisseur bei den Blue Dragon Film Awards 2000.
- Preise für die Darsteller (Lee Byeong-heon, Song Kang-ho) bei den Pusan Film Critics Awards 2000.
- Preis der Jury, Publikumspreis und Preis für den besten Darsteller (Song Kang-ho) beim Festival du film asiatique de Deauville 2001.
- Nominierung für den besten asiatischen Film bei den Hong Kong Film Awards 2002.
- Grand Belle Film Award für den besten Film und Sonderpreis der Jury beim Internationalen Filmfestival Seattle.
- Teilnahme an der Berlinale 2001, Sektion Wettbewerb
- Auszeichnung als Bester Film, Bester Schauspieler (Song Kang-ho), Bester Ton sowie Beste Künstlerische Leitung beim Daejong-Filmpreis 2001.